# أيتينغ
أيتينغ (بالإنجليزية: Eighting)، هي شركة تطوير وإنتاج ألعاب فيديو يابانية، تقع في العاصمة طوكيو، تم تأسيسها عام 1993، من أشهر ألعابها، لعبة مارفل ضد كابكوم 3: مصير عالمين بالتعاون مع شركة كابكوم.

## المواقع الخارجية
- 8ing.net (English)
- R8ZING: A Raizing/Eighting Shooter Tribute
- Interview with Sotoyama Yuuichi and Yokoo Kenich from Shooting Gameside #1 Magazine